# ラレーション
ラレーション (英語: lallation) は、ラテンアメリカ諸国においては「文字を変えるもの」を意味するスペイン語の「カンビアレトラス (cambia-letras)」とか「トロカレトラ (troca-letra)」とも呼ばれる現象であり、しばしば幼児の発声に見受けられるように、「L」の文字を「R」に近く（あるいは逆に「R」の文字を「L」に近く）、不正確に発声することを意味する。
英語の医学用語としての「lallation」は、乳児が、特に意味のない喃語を発することを意味するラテン語の動詞「lallare」に由来しており、広義では乳幼児のほか、統合失調症、アルコール依存症の患者や、精神遅滞などの障がい者などが発する喃語に準じた無意味な発声を指す。
狭義のラレーションは、流音の中で /l/ と /r/ を使い分ける言語を、その言語の母語話者ではない者が発声しようとする際に、音を取り違える現象を指す。このような発声のパターンは、特にポルトガル語、スペイン語、英語を話す中国人、朝鮮人、日本人と結びつけられている。このため、ラレーションは、西洋人がもつ東アジア人のステレオタイプにおいて広く共有された特徴となっている。この現象は、東アフリカにおける英語話者の間でも広く見受けられる。

## 日本語話者のラ行発音不全症
日本語話者の中には流音であるラ行の発音に困難を伴う者があり、ラ行発音不全（症）、ラ行発音不良（症）などと総称され、英語では「lallation」の訳語が宛てられる。また、構音障害の一種として、ラ行構音障害とも呼ばれる。その原因は様々であり、吃音症と同様の原因がある場合のほか、顎や歯の形状などが原因である場合もある。